# Jorge Canals
Jorge Ignacio Canals de la Puente es un abogado y político chileno, miembro del Partido Demócrata Cristiano (PDC). Se desempeñó como subsecretario del Medio Ambiente durante el segundo gobierno de la presidenta Michelle Bachelet, entre 2017 y 2018. Fue presidente de la Federación de Estudiantes de la Universidad Católica de Chile entre 1999 y 2000.

## Trayectoria y estudios
Estudió Derecho y cuenta con un magíster en derecho regulatorio, ambos en la Pontificia Universidad Católica de Chile. Asimismo, tiene un Diplomado en Economía y Finanzas del Cambio Climático en la Universidad de Chile. Durante su etapa como estudiante, participó como dirigente de la Democracia Cristiana Universitaria, siendo Consejero de la Federación de Estudiantes y, en el año 2000, Presidente. Se ha desempeñado como asesor jurídico en el sector público y privado, asumiendo como Secretario Regional Ministerial de la Región Metropolitana en el Ministerio del Medio Ambiente, en la segunda administración presidencial de Michelle Bachelet. El 17 de mayo de 2017, el Gobierno anunció su designación como Subsecretario del Medio Ambiente.Actualmente, cuenta con su propio estudio jurídico llamado Viable 

## Historial electoral
- Elecciones parlamentarias de 2001, para el Distrito 26, La Florida[5]